# Joëlle Ursull
Joëlle Ursull (Pointe-à-Pitre, 9 november 1960) is een Frans zangeres.

## Biografie
Ursull wordt geboren in Pointe-à-Pitre, en groeit op in Morne-à-l'Eau, eveneens op Guadeloupe. In 1979 wordt ze verkozen tot Miss Guadeloupe. Niet veel later wordt ze actrice en speelt ze mee in een serie op de lokale televisie. Ze begint haar zangcarrière in 1986 door mee Zouk Machine op te richten. Twee jaar later zou ze de groep verlaten vanwege meningsverschillen met de andere leden. In datzelfde jaar brengt ze haar eerste album uit. In 1990 wordt ze intern aangeduid als Franse vertegenwoordiger op het Eurovisiesongfestival 1990, dat gehouden werd in het Joegoslavische Zagreb. Met het nummer White and black blues eindigt ze op de tweede plaats, en moet ze enkel de Italiaan Toto Cutugno voor laten gaan. Ze brengt vervolgens nog twee albums uit, waarna ze zich uit de muziekwereld terugtrekt om voor haar twee jonge dochters te zorgen. In 2000 maakt ze een comeback, maar ze kan de successen van weleer niet meer evenaren.